# Jon Rye-Johnsen
Jon Rye-Johnsen, né le 8 février 2003 à Larvik, est un coureur cycliste norvégien.

## Biographie
Jon Rye-Johnsen est originaire de Larvik, une commune située dans la région de l'Østlandet. Cycliste depuis son plus jeune âge, il participe à ses premières courses avec un club de Kongsvinger,. Son père Svein a lui aussi pratiqué ce sport en compétition, mais il n'est jamais passé professionnel. 
En 2018, il devient champion national de cyclo-cross chez les cadets (moins de 17 ans). Il délaisse ensuite cette discipline pour se consacrer exclusivement au cyclisme sur route. Sous les couleurs du Glåmdal SK, il réalise une belle saison 2021 en remportant le championnat de Norvège du critérium juniors (moins de 19 ans). Il s'impose par ailleurs sur une épreuve internationale en Belgique. 
Malgré ses résultats, Rye-Johnsen n'est pas recruté par une équipe continentale norvégienne en 2022. Il réalise alors ses débuts espoirs avec le Tønsberg CK. Durant l'été, il s'installe à Montbéliard pour intégrer le CC Étupes. Bon sprinteur, il se fait rapidement remarquer en gagnant une étape du Saint-Brieuc Agglo Tour. Il termine également deuxième d'une étape du Tour de Moselle. 
Lors de la saison 2023, il se classe notamment troisième du Grand Prix de Charvieu-Chavagneux et de Paris-Chalette-Vierzon, ou encore sixième du Grand Prix de Plouay. Il effectue par ailleurs un stage au sein de l'équipe continentale CIC U Nantes Atlantique. Sous les couleurs de cette dernière, il finit onzième d'une étape du Tour Poitou-Charentes en Nouvelle-Aquitaine. Ses bons résultats lui permettent de signer un premier contrat professionnel avec la formation nantaise. 

## Palmarès et résultats

### Par année
- 2018
  -  Champion de Norvège de cyclo-cross cadets
- 2019
  - 3e du championnat de Norvège de cyclo-cross juniors
- 2021
  -  Champion de Norvège du critérium juniors
  - Johan Museeuw Classic
  - 3e étape du Randers Bike Week juniors
  - 2e du championnat de Norvège du contre-la-montre par équipes juniors
  - 2e du Randers Bike Week juniors
- 2022
  - 1re étape du Saint-Brieuc Agglo Tour
- 2023
  - 2e du Prix de Val-Revermont
  - 3e du Grand Prix de Charvieu-Chavagneux
  - 3e de Paris-Chalette-Vierzon

### Classements mondiaux
| Année                                 | 2023  |
| ------------------------------------- | ----- |
| Classement mondial                    | 2068e |
| UCI Europe Tour                       | 1279e |
|                                       |       |
| Légende : nc = non classéSource : UCI |       |